# Müller British Grand Prix 2021
Müller British Grand Prix 2021 – 68. edycja międzynarodowego mityngu lekkoatletycznego, który odbył się 23 lipca 2021 roku na Gateshead International Stadium w Gateshead. Zawody były siódmą odsłoną diamentowej ligi w sezonie 2021.

## Program mityngu
Źródło: omegatiming.com.
| Godzina | Konkurencja                |
| ------- | -------------------------- |
| 17:51   | Trójskok                   |
| 17:54   | Skok wzwyż                 |
| 18:28   | Bieg na 400 m              |
| 18:41   | Bieg na milę               |
| 19:22   | Rzut oszczepem             |
| 19:25   | Bieg na 100 m              |
| 19:38   | Bieg na 110 m przez płotki |
| 19:55   | Bieg na 800 m              |
| 20:27   | Sztafeta 4 x 100 m         |
| 20:48   | Bieg na 3000 m             |

| Godzina | Konkurencja                |
| ------- | -------------------------- |
| 18:18   | Bieg na 100 m              |
| 18:57   | Skok o tyczce              |
| 19:03   | Bieg na 400 m przez płotki |
| 19:16   | Bieg na 200 m              |
| 19:36   | Skok w dal                 |
| 19:47   | Bieg na 100 m przez płotki |
| 20:04   | Bieg na milę               |
| 20:15   | Bieg na 400 m              |
| 20:36   | Sztafeta 4 x 100 m         |

## Wyniki
| – rekord świata \| – najlepszy wynik na listach światowych w sezonie \| – rekord kontynentu \| – rekord kraju \| – rekord życiowy · – najlepszy wynik w sezonie \| – rekord mityngu \| - rekord Diamentowej Ligi |

### Mężczyźni
| Konkurencja                | 1. miejsce                                                                                  | Rezultat | 2. miejsce                                                                 | Rezultat | 3. miejsce                                                                 | Rezultat |
| Bieg na 100 m              | Trayvon Bromell                                                                             | 9,98     | Chijindu Ujah                                                              | 10,10    | Zharnel Hughes                                                             | 10,13    |
| Bieg na 400 m              | Nicklas Baker                                                                               | 46,24    | Joseph Brier                                                               | 46,34    | Lee Thompson                                                               | 46,46    |
| Bieg na 800 m              | Isaiah Harris                                                                               | 1:44,76  | Wyclife Kinyamal                                                           | 1:44,91  | Peter Bol                                                                  | 1:45,22  |
| Bieg na milę               | Elliot Giles                                                                                | 3:52,49  | Jake Heyward                                                               | 3:52,50  | Archie Davis                                                               | 3:54,27  |
| Bieg na 3000 m             | Mohamed Katir                                                                               | 7:27,64  | Stewart McSweyn                                                            | 7:28,94  | Andrew Butchart                                                            | 7:35,18  |
| Bieg na 110 m przez płotki | Ronald Levy                                                                                 | 13,22    | Omar McLeod                                                                | 13,42    | Andrew Pozzi                                                               | 13,45    |
| Sztafeta 4 x 100 m         | Wielka Brytania · Chijindu Ujah · Zharnel Hughes · Richard Kilty · Nethaneel Mitchell-Blake | 38,27    | Kanada · Bismark Boateng · Jerome Blake · Bolade Ajomale · Andre de Grasse | 38,29    | Holandia · Joris van Gool · Taymir Burnet · Chris Garia · Churandy Martina | 38,49    |
| Skok wzwyż                 | Donald Thomas                                                                               | 2,25     | Marco Fassinotti                                                           | 2,25     | Fabian Delryd                                                              | 2,22     |
| Trójskok                   | Pedro Pichardo                                                                              | 17,50    | Tobia Bocchi                                                               | 17,04    | Tiago Pereira                                                              | 17,11    |
| Rzut oszczepem             | Johannes Vetter                                                                             | 85,25    | Julian Weber                                                               | 81,07    | Keshorn Walcott                                                            | 82,81    |

### Kobiety
| Konkurencja                | 1. miejsce                                                                        | Rezultat | 2. miejsce                                                                   | Rezultat | 3. miejsce                                                                 | Rezultat |
| Bieg na 100 m              | Ajla Del Ponte                                                                    | 11,19    | Khamica Bingham                                                              | 11,23    | Crystal Emmanuel                                                           | 11,36    |
| Bieg na 200 m              | Elaine Thompson-Herah                                                             | 22,43    | Jodie Williams                                                               | 22,60    | Blessing Okagbare                                                          | 22,61    |
| Bieg na 400 m              | Stephenie Ann McPherson                                                           | 50,44    | Jodie Williams                                                               | 50,94    | Lieke Klaver                                                               | 51,54    |
| Bieg na milę               | Kate Grace                                                                        | 4:27,20  | Katie Snowden                                                                | 4:28,04  | Helen Schlachtenhaufen                                                     | 4:28,13  |
| Bieg na 100 m przez płotki | Cindy Sember                                                                      | 12,69    | Payton Chadwick                                                              | 12,75    | Nadine Visser                                                              | 12,78    |
| Bieg na 400 m przez płotki | Femke Bol                                                                         | 53,24    | Shamier Little                                                               | 54,53    | Janieve Russell                                                            | 54,66    |
| Sztafeta 4 x 100 m         | Holandia · Jamile Samuel · Dafne Schippers · Marije van Hunenstijn · Naomi Sedney | 42,84    | Wielka Brytania · Asha Philip · Imani Lansiquot · Beth Dobbin · Daryll Neita | 42,92    | All Stars TeJyrica Robinson Payton Chadwick Nnenya Hailey Natasha Morrison | 43,45    |
| Skok o tyczce              | Sandi Morris                                                                      | 4,76     | Holly Bradshaw                                                               | 4,71     | Wilma Murto                                                                | 4,61     |
| Skok w dal                 | Maryna Bech-Romanczuk                                                             | 6,77     | Malaika Mihambo                                                              | 6,65     | Fátima Diame                                                               | 6,67     |

## Rekordy
Podczas mityngu ustanowiono 2 krajowe rekordy w kategorii seniorów:
| Zawodnik            | Reprezentacja | Konkurencja    | Rezultat |
| ------------------- | ------------- | -------------- | -------- |
| Mohamed Katir       | Hiszpania     | bieg na 3000 m | 7:27,64  |
| Yemaneberhan Crippa | Włochy        | bieg na 3000 m | 7:37,90  |